# La Califfa (romanzo)
La Califfa è un romanzo del 1964 dell'autore italiano Alberto Bevilacqua.
Dal libro è stato tratto nel 1970 l'omonimo film, diretto dallo stesso autore.

## Struttura
Ispirato ad un fatto di cronaca vero, il libro è diviso in due parti più un epilogo; ciascuna delle due parti è divisa rispettivamente in sette e otto capitoli numerati romanamente, i quali a loro volta sono suddivisi in capitoletti indicati da cifre arabe.
L'autore fa uso del narratore onnisciente, che spesso cede il passo alla voce della Califfa che racconta i fatti secondo il proprio punto di vista.

## Trama

### Parte prima
Irene Corsini, detta la Califfa, è una giovane donna che nel Secondo dopoguerra vive nell'Oltretorrente di Parma. È sposata con Guido, un ex partigiano che alleva piccioni per il tiro a volo. Desiderosa di emanciparsi, trova lavoro in un'azienda alimentare, ma viene presto licenziata con la prima riduzione di personale. Il marito viene poi processato con l'accusa di aver ucciso due fascisti durante la guerra ed è incarcerato per due anni; quando torna a casa appare cambiato e scivola nell'inettitudine. Come se non bastasse, il figlioletto Attilio muore; Irene si trova allora un amante nel bel Vito Alibrandi, giovane promessa del Parma, ma questi se ne va a Milano per proseguire la sua carriera calcistica.
Durante la cosiddetta festa della manna, il 24 giugno, in occasione della quale il vicario generale monsignor Martinolli si reca nell'Oltretorrente per una celebrazione solenne, Guido accusa Irene di essergli infedele; questa allora si trasferisce a casa dell'amica Viola, donna di facili costumi ma dal cuore grande. Guido, rimasto senza un lavoro, partecipa a dei moti sindacali contro dei licenziamenti e muore mitragliato da una guardia, sotto gli occhi della moglie, che desiderava riconciliarsi con lui. 
Irene, assieme a Viola, si reca al Teatro Regio per la prima rappresentazione della stagione operistica, una delle principali occasioni mondane della città, indossando uno sfavillante abito che l'amica ha affittato per lei. In tale frangente viene notata dall'industriale Annibale Doberdò, che le manda un mazzo di fiori.

### Parte seconda
La Califfa cede alle avances di Doberdò e ne diviene l'amante, sistemata in un confortevole appartamento, malgrado egli sia sposato con Clementina Marchi, una donna di famiglia altolocata che aveva contribuito a costruire la sua fortuna imprenditoriale. Questa sopporta inizialmente la presenza di un'altra donna accanto al marito, confidando nel fatto che presto se ne sarebbe stancato, come era successo con le sue precedenti amanti; ma poi inizia a preoccuparsi, giacché il marito appare cambiato e deciso a vivere una sorta di "seconda giovinezza", ricordandosi delle sue umili origini e mostrando un nuovo interesse nei rapporti con i suoi dipendenti. Anche nella cerchia di collaboratori e alleati di Doberdò, di cui fanno parte il Gazza e monsignor Martinelli, si nota la differenza: Doberdò appare disgustato dal loro servilismo o dalla pretesa di mettere il suo prestigio e le sue possibilità economiche al servizio delle loro ambizioni personali. Arriva al punto di presentarsi in pubblico con la Califfa, suscitando un certo scandalo, e rivela alla donna di volere un figlio da lei, con cui desidera convivere. Tuttavia non riesce a realizzare questo suo desiderio perché muore d'infarto.

### Epilogo
Dopo il funerale di Doberdò, a cui partecipa una grande moltitudine di persone, Irene deve lasciare l'appartamento che lui le aveva affittato; torna così da Viola, che aiuta a migliorare la casa grazie ai suoi risparmi e a crescere i suoi figli.

## Personaggi
- Irene Giovanardi[1] in Corsini detta la Califfa: la protagonista della storia.
- Guido Corsini: marito della Califfa.
- Ubaldo Farinacci: imprenditore del settore alimentare, primo datore di lavoro della Califfa.
- Vito Alibrandi: giovane vicino di casa della Califfa e suo collega all'azienda di Farinacci. Ne diventa per un certo periodo l'amante. Gioca a calcio nel Parma e viene successivamente ingaggiato da una squadra di Milano.
- monsignor Martinolli: vicario vescovile di Parma. Inizialmente osteggia la festa della manna vedendovi un residuato pagano, tuttavia è convinto dal parroco don Ersilio Campagna a non negarle la sua presenza. Ammira inoltre il senso di comunità degli abitanti dell'Oltretorrente, benché molti di loro siano di opinioni politiche comuniste.[2]
- don Ersilio Campagna: parroco della parrocchia dell'Oltretorrente nella quale risiede inizialmente la Califfa.
- la Viola: prostituta, amica della Califfa che le dà ospitalità nella sua casa vicino alla ferrovia. Ha numerosi figli nati tutti da padri diversi.
- commendatore Annibale Doberdò: il più ricco industriale di Parma, attivo principalmente nel ramo alimentare. Di famiglia contadina (il padre era di opinioni socialiste), partendo da zero ha messo insieme un grosso impero imprenditoriale. All'epoca della morte è sessantenne.[3]
- Mastrangelo: imprenditore, collega di Doberdò.
- Mazzullo: questore di Parma, conoscente di Doberdò.
- il Gazza: stretto collaboratore di Doberdò, che cura le sue pubbliche relazioni. Il suo atteggiamento è improntato al servilismo, cosa che disgusta il suo principale sempre più. Tuttavia, è l'unico ad andare a salutare la Califfa dopo il funerale di Doberdò.
- Clementina Marchi in Doberdò: moglie di Annibale. Di famiglia comitale, ha sposato Annibale per un ponderato calcolo economico e l'ha appoggiato nella sua attività d'imprenditore.
- Giampiero Doberdò: figlio di Annibale e di Clementina Marchi. Rende poco a scuola e i suoi insegnanti, nel timore riverenziale del padre, tentano di giustificarlo, ma Annibale lo considera «uno stronzo».[4]

## Edizioni
- Alberto Bevilacqua, La Califfa, La Scala, Milano, Rizzoli, 1964,  p. 230.
- Alberto Bevilacqua, La Califfa, introduzione di Carlo Salinari, BUR 20, Milano, Rizzoli, 1974,  pp. VIII-234.
- Alberto Bevilacqua, La Califfa, Oscar Bestsellers 9, Milano, Mondadori, 1984,  p. 202.